# O vad nåd att få tro
O vad nåd att få tro är en psalm med text av Gustaf Östman från 1916. En bearbetning av texten gjordes av Karin Hartman 1985. Musiken är troligen norsk.

## Publicerad som
- Nr 632 i Psalmer och Sånger 1987 under rubriken "Att leva av tro - Förtröstan - trygghet".[1]